# NGC 1117
NGC 1117 este o interacting galaxies⁠(d) situată în constelația Berbecul. A fost descoperită în 2 decembrie 1863 de către Albert Marth.